# 이노우에 스구루
이노우에 스구루(井上 優, 1981년 12월 4일 ~ )는 일본의 배우이자 성우이다. 가나가와현 출신으로 오키프로 THE NEXT 소속이다.
혈액형은 A형. 별자리는 사수자리이다.

### TV 애니메이션
2005년
- 슈가슈가룬 (마법사)

2006년
- 가정교사 히트맨 리본 (야마모토 타케시)

2007년
- 부탁해 마이 멜로디 (토나카이)
- 세인트 옥토버 (히로시)

2008년
- 유희왕 5D's (팀 태양(타니가와 진베이))

2012년
- 다마고치! 꿈 키라 드림 (이치린샤치, 챠라치)

2014년
- GO-GO 다마고치! (쿠루마키치)